# 柳原義達

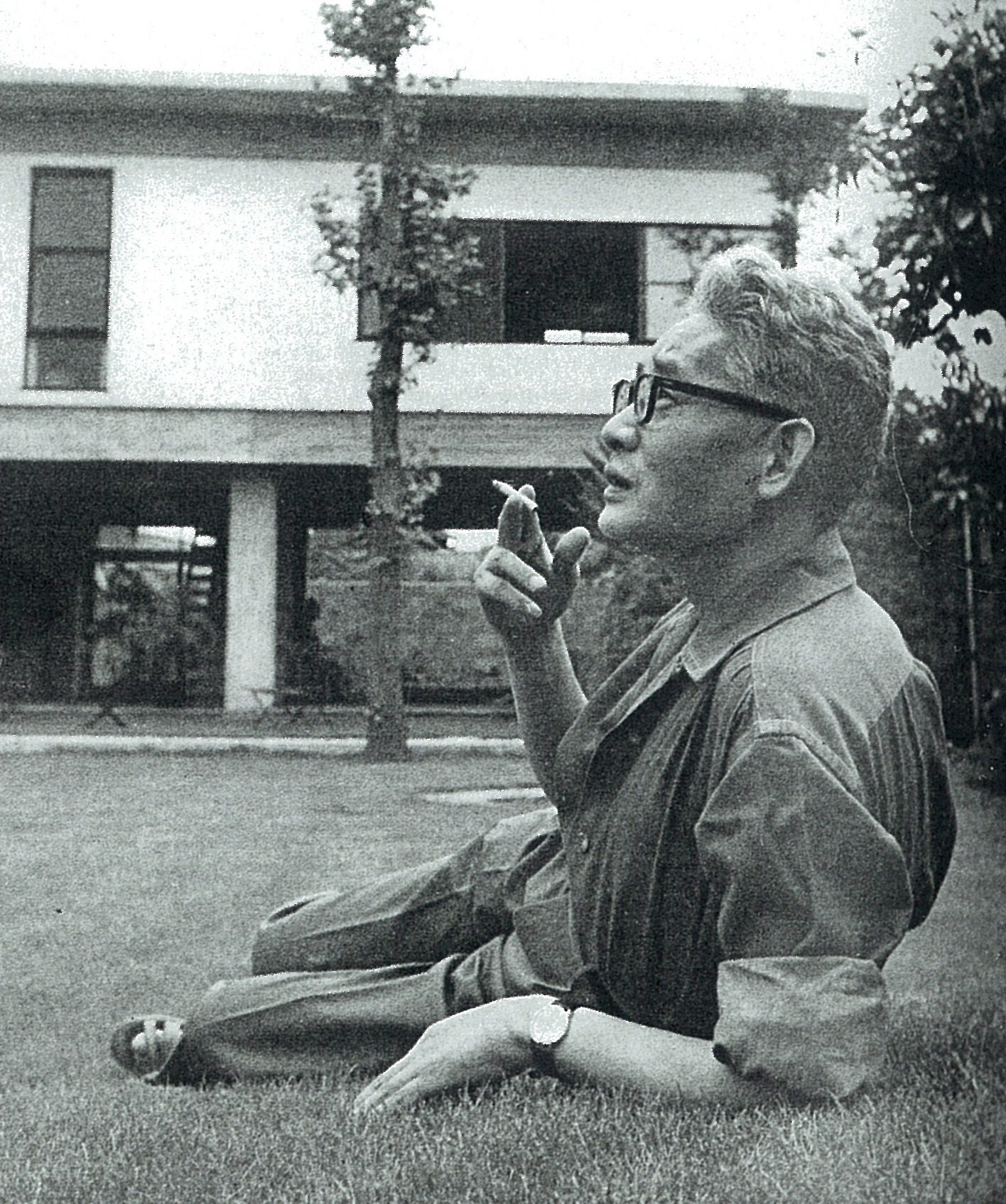
柳原義達

柳原 義達（やなぎはら よしたつ、1910年3月21日 - 2004年11月11日）は、近現代日本の彫刻家。

## 略歴
兵庫県神戸市生まれ。1936年、東京美術学校彫刻科卒。朝倉文夫に師事、文展入選、国画会受賞、1937年、国画会同人。1939年、新制作派協会彫刻部創立に参加する。
戦後、1952年から5年間ヨーロッパに滞在する。1958年、高村光太郎賞、1974年、中原悌二郎賞大賞など受賞、1970年、日本大学芸術学部主任教授。1996年、文化功労者。

## 代表作
- 「黒人の女」 - 千葉市美術館蔵[1]
- 犬の唄 1959年
- 裸婦立像
- 座る女
- 靴下をはく女
- 道標・鳩
- 風の中の鴉

政宗公平和像（宮城県大崎市岩出山城跡。1953年建立）
平清盛像（兵庫県神戸市兵庫区。1968年建立）

## 著作
- 柳原義達・版画集 道標-鳩と裸婦 現代版画工房, 1982
- 孤独なる彫刻 美術論集 筑摩書房, 1985
- 柳原義達作品集 講談社, 1987